# Автономные округа в Индии

Автономные округа в Индии

Автономные округа в Северо-Восточной Индии

Автономные округа — административно-территориальные единицы второго уровня в Индии, входят в состав штатов или союзных территорий. Шестой раздел Конституции Индии допускает образование округов в составе штатов или союзных территорий, которым может быть предоставлена определённая автономия. Большинство из этих автономных округов расположены на северо-востоке Индии, но два из них находятся в Ладакхе, индийской союзной территории. В настоящее время десять автономных округов в Ассаме, Мегхалае, Мизораме и Трипуре образованы в соответствии с конституцией а остальные исходя из других законов.

## Права автономных округов
В соответствии с положениями Конституции Индии законодательные собрания автономных округов могут принимать законы, правила и положения в следующих областях:
- Управление земельными ресурсами
- Управление лесным хозяйством
- Управление водными ресурсами
- Сельское хозяйство
- Формирование сельских советов
- Общественное здравоохранение
- Санитария
- Полицейская деятельность на уровне деревень и городов
- Назначение традиционных вождей и старост
- Наследование имущества
- Брак и развод
- Социальные обычаи
- Кредитование и торговля деньгами
- Добыча полезных ископаемых